# Orbinia sertulata
Orbinia sertulata is een borstelworm uit de familie Orbiniidae. Het lichaam van de worm bestaat uit een kop, een cilindrisch, gesegmenteerd lichaam en een staartstukje. De kop bestaat uit een prostomium (gedeelte voor de mondopening) en een peristomium (gedeelte rond de mond) en draagt geen aanhangsels (palpen, antennen en cirri).
Orbinia sertulata werd in 1820 voor het eerst wetenschappelijk beschreven door Savigny als Aricia sertulata. 